# Família Lecapeno

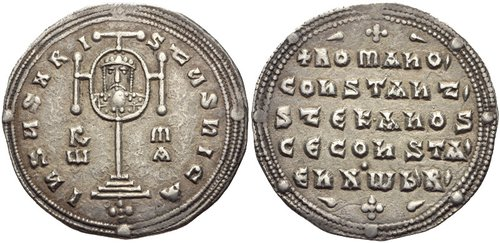
Miliarésio de 931–944 mostrando o busto de Romano sobre uma cruz no obverso e uma lista com o nome de Romano e seus coimperadores, Estêvão e Constantino no reverso

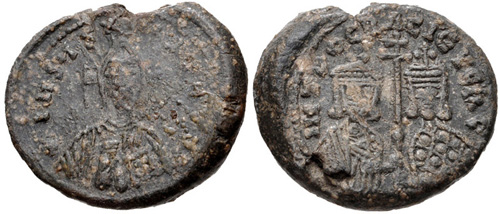
Selo do imperador Pedro I r. com Irene Lecapena r.

Lecapeno (em grego: Λεκαπηνός; romaniz.: Lekapenós; em latim: Lecapenus) ou Lacapeno (em grego: Λακαπηνός; romaniz.: Lakapenós), com forma feminina Lecapena (em grego: Λεκαπηνή; romaniz.: Lekapené), foi o nome duma família bizantina de ascendência humilde e etnicamente armênia, que casou-se com e quase conseguiu usurpar o trono da dinastia macedônica na primeira metade do século X. Foi fundada por Teofilacto, de sobrenome Abactisto ou Abastacto, um camponês armênio que salvou a vida do imperador Basílio I, o Macedônio (r. 867–886) em 872 e recebeu propriedades como recompensa. O sobrenome da família deriva da localidade de Lacape; possivelmente estas propriedades estavam situadas ali.
O filho de Teofilacto, Romano, tornou-se comandante-em-chefe da frota imperial e posteriormente imperador sênior em 920 após casar sua filha Helena com o imperador legítimo Constantino VII Porfirogênito (r. 913–959), neto de Basílio I. Ele elevou seus três filhos, Cristóvão, Estêvão e Constantino como coimperadores ao lado de Constantino VII. Outro filho, Teofilacto, foi feito patriarca de Constantinopla, e a filha de Cristóvão chamada Maria-Irene casou-se com o imperador búlgaro Pedro I (r. 927–969).
Romano foi deposto por Estêvão e Constantino em dezembro de 944, mas eles também foram depostos em seguida e Constantino foi restaurado como imperador único. Seus descendentes continuaram a ocupar ofícios seniores no palácio imperial nas décadas seguintes, mas o membro mais notável da família foi Basílio Lecapeno, filho ilegítimo de Romano, que ascendeu ao posto de paracemomeno e tornar-se-ia governante virtual do império até a década de 980. A família é precariamente atestada depois disso; apenas um certo Constantino Lecapeno é conhecido através de seu selo do século XI, e o último membro importante foi Jorge Lecapeno, um oficial e escritor do século XIV.

## Árvore genealógica
Segundo Steven Runciman, The Emperor Romanus Lecapenus and His Reign: A Study of Tenth-Century Byzantium, Apêndice IV:
|                                         |                                         |                                         |                                         |                                         |                                         |  |  |                                                                                          |                                                                                          |                                                                                          |                                                                                          |                                                                                          |                                                                                          |  |  |                         |                         |                         |                         | Teofilacto Abactisto                                  |                                                       |                                                       |                                                       |                                                       |                                                       |                                      |                                      |                                                        |                                                        |                                                        |                                                        |                                                        |                                                        |                              |                              |                              |                              |                          |                          |                          |                          |  |  |                                                            |                                                            |                                                            |                                                            |                                                            |                                                            |             |             |               |               |               |               |                 |                 |                 |                 |                 |                 |             |             |             |             |                                                                    |                                                                    |                                                                    |                                                                    |                                                                    |                                                                    |        |        |
|                                         |                                         |                                         |                                         |                                         |                                         |  |  |                                                                                          |                                                                                          |                                                                                          |                                                                                          |                                                                                          |                                                                                          |  |  |                         |                         |                         |                         |                                                       |                                                       |                                                       |                                                       |                                                       |                                                       |                                      |                                      |                                                        |                                                        |                                                        |                                                        |                                                        |                                                        |                              |                              |                              |                              |                          |                          |                          |                          |  |  |                                                            |                                                            |                                                            |                                                            |                                                            |                                                            |             |             |               |               |               |               |                 |                 |                 |                 |                 |                 |             |             |             |             |                                                                    |                                                                    |                                                                    |                                                                    |                                                                    |                                                                    |        |        |
|                                         |                                         |                                         |                                         |                                         |                                         |  |  |                                                                                          |                                                                                          |                                                                                          |                                                                                          |                                                                                          |                                                                                          |  |  |                         |                         |                         |                         | Romano I Lecapeno (870–948), imperador sênior 920–944 | Romano I Lecapeno (870–948), imperador sênior 920–944 | Romano I Lecapeno (870–948), imperador sênior 920–944 | Romano I Lecapeno (870–948), imperador sênior 920–944 | Romano I Lecapeno (870–948), imperador sênior 920–944 | Romano I Lecapeno (870–948), imperador sênior 920–944 |                                      |                                      | Teodora (morte em 922), Augusta                        | Teodora (morte em 922), Augusta                        | Teodora (morte em 922), Augusta                        | Teodora (morte em 922), Augusta                        | Teodora (morte em 922), Augusta                        | Teodora (morte em 922), Augusta                        |                              |                              |                              |                              |                          |                          |                          |                          |  |  |                                                            |                                                            |                                                            |                                                            |                                                            |                                                            |             |             |               |               |               |               |                 |                 |                 |                 |                 |                 |             |             |             |             |                                                                    |                                                                    |                                                                    |                                                                    |                                                                    |                                                                    |        |        |
|                                         |                                         |                                         |                                         |                                         |                                         |  |  |                                                                                          |                                                                                          |                                                                                          |                                                                                          |                                                                                          |                                                                                          |  |  |                         |                         |                         |                         | Romano I Lecapeno (870–948), imperador sênior 920–944 | Romano I Lecapeno (870–948), imperador sênior 920–944 | Romano I Lecapeno (870–948), imperador sênior 920–944 | Romano I Lecapeno (870–948), imperador sênior 920–944 | Romano I Lecapeno (870–948), imperador sênior 920–944 | Romano I Lecapeno (870–948), imperador sênior 920–944 |                                      |                                      | Teodora (morte em 922), Augusta                        | Teodora (morte em 922), Augusta                        | Teodora (morte em 922), Augusta                        | Teodora (morte em 922), Augusta                        | Teodora (morte em 922), Augusta                        | Teodora (morte em 922), Augusta                        |                              |                              |                              |                              |                          |                          |                          |                          |  |  |                                                            |                                                            |                                                            |                                                            |                                                            |                                                            |             |             |               |               |               |               |                 |                 |                 |                 |                 |                 |             |             |             |             |                                                                    |                                                                    |                                                                    |                                                                    |                                                                    |                                                                    |        |        |
|                                         |                                         |                                         |                                         |                                         |                                         |  |  |                                                                                          |                                                                                          |                                                                                          |                                                                                          |                                                                                          |                                                                                          |  |  |                         |                         |                         |                         |                                                       |                                                       |                                                       |                                                       |                                                       |                                                       |                                      |                                      |                                                        |                                                        |                                                        |                                                        |                                                        |                                                        |                              |                              |                              |                              |                          |                          |                          |                          |  |  |                                                            |                                                            |                                                            |                                                            |                                                            |                                                            |             |             |               |               |               |               |                 |                 |                 |                 |                 |                 |             |             |             |             |                                                                    |                                                                    |                                                                    |                                                                    |                                                                    |                                                                    |        |        |
|                                         |                                         |                                         |                                         |                                         |                                         |  |  |                                                                                          |                                                                                          |                                                                                          |                                                                                          |                                                                                          |                                                                                          |  |  |                         |                         |                         |                         |                                                       |                                                       |                                                       |                                                       |                                                       |                                                       |                                      |                                      |                                                        |                                                        |                                                        |                                                        |                                                        |                                                        |                              |                              |                              |                              |                          |                          |                          |                          |  |  |                                                            |                                                            |                                                            |                                                            |                                                            |                                                            |             |             |               |               |               |               |                 |                 |                 |                 |                 |                 |             |             |             |             |                                                                    |                                                                    |                                                                    |                                                                    |                                                                    |                                                                    |        |        |
|                                         |                                         |                                         |                                         |                                         |                                         |  |  | Cristóvão Lecapeno (morte em 931), coimperador júnior 921–931                            | Cristóvão Lecapeno (morte em 931), coimperador júnior 921–931                            | Cristóvão Lecapeno (morte em 931), coimperador júnior 921–931                            | Cristóvão Lecapeno (morte em 931), coimperador júnior 921–931                            | Cristóvão Lecapeno (morte em 931), coimperador júnior 921–931                            | Cristóvão Lecapeno (morte em 931), coimperador júnior 921–931                            |  |  | Sofia, filha de Nicetas | Sofia, filha de Nicetas | Sofia, filha de Nicetas | Sofia, filha de Nicetas | Sofia, filha de Nicetas                               | Sofia, filha de Nicetas                               |                                                       |                                                       |                                                       |                                                       |                                      |                                      | Estêvão Lecapeno (910–963), coimperador júnior 924–945 | Estêvão Lecapeno (910–963), coimperador júnior 924–945 | Estêvão Lecapeno (910–963), coimperador júnior 924–945 | Estêvão Lecapeno (910–963), coimperador júnior 924–945 | Estêvão Lecapeno (910–963), coimperador júnior 924–945 | Estêvão Lecapeno (910–963), coimperador júnior 924–945 |                              |                              | Ana Gabalaina, Augusta       | Ana Gabalaina, Augusta       | Ana Gabalaina, Augusta   | Ana Gabalaina, Augusta   | Ana Gabalaina, Augusta   | Ana Gabalaina, Augusta   |  |  |                                                            |                                                            |                                                            |                                                            | N. Lecapena                                                | N. Lecapena                                                | N. Lecapena | N. Lecapena | N. Lecapena   | N. Lecapena   |               |               | Romano Saronita | Romano Saronita | Romano Saronita | Romano Saronita | Romano Saronita | Romano Saronita |             |             |             |             | Teofilacto Lecapeno (917–956), Patriarca de Constantinopla 933–956 | Teofilacto Lecapeno (917–956), Patriarca de Constantinopla 933–956 | Teofilacto Lecapeno (917–956), Patriarca de Constantinopla 933–956 | Teofilacto Lecapeno (917–956), Patriarca de Constantinopla 933–956 | Teofilacto Lecapeno (917–956), Patriarca de Constantinopla 933–956 | Teofilacto Lecapeno (917–956), Patriarca de Constantinopla 933–956 |        |        |
|                                         |                                         |                                         |                                         |                                         |                                         |  |  | Cristóvão Lecapeno (morte em 931), coimperador júnior 921–931                            | Cristóvão Lecapeno (morte em 931), coimperador júnior 921–931                            | Cristóvão Lecapeno (morte em 931), coimperador júnior 921–931                            | Cristóvão Lecapeno (morte em 931), coimperador júnior 921–931                            | Cristóvão Lecapeno (morte em 931), coimperador júnior 921–931                            | Cristóvão Lecapeno (morte em 931), coimperador júnior 921–931                            |  |  | Sofia, filha de Nicetas | Sofia, filha de Nicetas | Sofia, filha de Nicetas | Sofia, filha de Nicetas | Sofia, filha de Nicetas                               | Sofia, filha de Nicetas                               |                                                       |                                                       |                                                       |                                                       |                                      |                                      | Estêvão Lecapeno (910–963), coimperador júnior 924–945 | Estêvão Lecapeno (910–963), coimperador júnior 924–945 | Estêvão Lecapeno (910–963), coimperador júnior 924–945 | Estêvão Lecapeno (910–963), coimperador júnior 924–945 | Estêvão Lecapeno (910–963), coimperador júnior 924–945 | Estêvão Lecapeno (910–963), coimperador júnior 924–945 |                              |                              | Ana Gabalaina, Augusta       | Ana Gabalaina, Augusta       | Ana Gabalaina, Augusta   | Ana Gabalaina, Augusta   | Ana Gabalaina, Augusta   | Ana Gabalaina, Augusta   |  |  |                                                            |                                                            |                                                            |                                                            | N. Lecapena                                                | N. Lecapena                                                | N. Lecapena | N. Lecapena | N. Lecapena   | N. Lecapena   |               |               | Romano Saronita | Romano Saronita | Romano Saronita | Romano Saronita | Romano Saronita | Romano Saronita |             |             |             |             | Teofilacto Lecapeno (917–956), Patriarca de Constantinopla 933–956 | Teofilacto Lecapeno (917–956), Patriarca de Constantinopla 933–956 | Teofilacto Lecapeno (917–956), Patriarca de Constantinopla 933–956 | Teofilacto Lecapeno (917–956), Patriarca de Constantinopla 933–956 | Teofilacto Lecapeno (917–956), Patriarca de Constantinopla 933–956 | Teofilacto Lecapeno (917–956), Patriarca de Constantinopla 933–956 |        |        |
|                                         |                                         |                                         |                                         |                                         |                                         |  |  |                                                                                          |                                                                                          |                                                                                          |                                                                                          |                                                                                          |                                                                                          |  |  |                         |                         |                         |                         |                                                       |                                                       |                                                       |                                                       |                                                       |                                                       |                                      |                                      |                                                        |                                                        |                                                        |                                                        |                                                        |                                                        |                              |                              |                              |                              |                          |                          |                          |                          |  |  |                                                            |                                                            |                                                            |                                                            |                                                            |                                                            |             |             |               |               |               |               |                 |                 |                 |                 |                 |                 |             |             |             |             |                                                                    |                                                                    |                                                                    |                                                                    |                                                                    |                                                                    |        |        |
| Helena Lecapena (morte em 961), Augusta | Helena Lecapena (morte em 961), Augusta | Helena Lecapena (morte em 961), Augusta | Helena Lecapena (morte em 961), Augusta | Helena Lecapena (morte em 961), Augusta | Helena Lecapena (morte em 961), Augusta |  |  | Constantino VII (905–959), imperador único 913–920 & 944–959, coimperador júnior 920–945 | Constantino VII (905–959), imperador único 913–920 & 944–959, coimperador júnior 920–945 | Constantino VII (905–959), imperador único 913–920 & 944–959, coimperador júnior 920–945 | Constantino VII (905–959), imperador único 913–920 & 944–959, coimperador júnior 920–945 | Constantino VII (905–959), imperador único 913–920 & 944–959, coimperador júnior 920–945 | Constantino VII (905–959), imperador único 913–920 & 944–959, coimperador júnior 920–945 |  |  |                         |                         |                         |                         | Ágata Lecapena                                        | Ágata Lecapena                                        | Ágata Lecapena                                        | Ágata Lecapena                                        | Ágata Lecapena                                        | Ágata Lecapena                                        |                                      |                                      | Romano Argiro                                          | Romano Argiro                                          | Romano Argiro                                          | Romano Argiro                                          | Romano Argiro                                          | Romano Argiro                                          |                              |                              | Helena, filha de Adriano     | Helena, filha de Adriano     | Helena, filha de Adriano | Helena, filha de Adriano | Helena, filha de Adriano | Helena, filha de Adriano |  |  | Constantino Lecapeno (912–946), coimperador júnior 924–945 | Constantino Lecapeno (912–946), coimperador júnior 924–945 | Constantino Lecapeno (912–946), coimperador júnior 924–945 | Constantino Lecapeno (912–946), coimperador júnior 924–945 | Constantino Lecapeno (912–946), coimperador júnior 924–945 | Constantino Lecapeno (912–946), coimperador júnior 924–945 |             |             | Teófano Mamas | Teófano Mamas | Teófano Mamas | Teófano Mamas | Teófano Mamas   | Teófano Mamas   |                 |                 | N. Lecapena     | N. Lecapena     | N. Lecapena | N. Lecapena | N. Lecapena | N. Lecapena |                                                                    |                                                                    | Musele                                                             | Musele                                                             | Musele                                                             | Musele                                                             | Musele | Musele |
| Helena Lecapena (morte em 961), Augusta | Helena Lecapena (morte em 961), Augusta | Helena Lecapena (morte em 961), Augusta | Helena Lecapena (morte em 961), Augusta | Helena Lecapena (morte em 961), Augusta | Helena Lecapena (morte em 961), Augusta |  |  | Constantino VII (905–959), imperador único 913–920 & 944–959, coimperador júnior 920–945 | Constantino VII (905–959), imperador único 913–920 & 944–959, coimperador júnior 920–945 | Constantino VII (905–959), imperador único 913–920 & 944–959, coimperador júnior 920–945 | Constantino VII (905–959), imperador único 913–920 & 944–959, coimperador júnior 920–945 | Constantino VII (905–959), imperador único 913–920 & 944–959, coimperador júnior 920–945 | Constantino VII (905–959), imperador único 913–920 & 944–959, coimperador júnior 920–945 |  |  |                         |                         |                         |                         | Ágata Lecapena                                        | Ágata Lecapena                                        | Ágata Lecapena                                        | Ágata Lecapena                                        | Ágata Lecapena                                        | Ágata Lecapena                                        |                                      |                                      | Romano Argiro                                          | Romano Argiro                                          | Romano Argiro                                          | Romano Argiro                                          | Romano Argiro                                          | Romano Argiro                                          |                              |                              | Helena, filha de Adriano     | Helena, filha de Adriano     | Helena, filha de Adriano | Helena, filha de Adriano | Helena, filha de Adriano | Helena, filha de Adriano |  |  | Constantino Lecapeno (912–946), coimperador júnior 924–945 | Constantino Lecapeno (912–946), coimperador júnior 924–945 | Constantino Lecapeno (912–946), coimperador júnior 924–945 | Constantino Lecapeno (912–946), coimperador júnior 924–945 | Constantino Lecapeno (912–946), coimperador júnior 924–945 | Constantino Lecapeno (912–946), coimperador júnior 924–945 |             |             | Teófano Mamas | Teófano Mamas | Teófano Mamas | Teófano Mamas | Teófano Mamas   | Teófano Mamas   |                 |                 | N. Lecapena     | N. Lecapena     | N. Lecapena | N. Lecapena | N. Lecapena | N. Lecapena |                                                                    |                                                                    | Musele                                                             | Musele                                                             | Musele                                                             | Musele                                                             | Musele | Musele |
|                                         |                                         |                                         |                                         |                                         |                                         |  |  |                                                                                          |                                                                                          |                                                                                          |                                                                                          |                                                                                          |                                                                                          |  |  |                         |                         |                         |                         |                                                       |                                                       |                                                       |                                                       |                                                       |                                                       |                                      |                                      |                                                        |                                                        |                                                        |                                                        |                                                        |                                                        |                              |                              |                              |                              |                          |                          |                          |                          |  |  |                                                            |                                                            |                                                            |                                                            |                                                            |                                                            |             |             |               |               |               |               |                 |                 |                 |                 |                 |                 |             |             |             |             |                                                                    |                                                                    |                                                                    |                                                                    |                                                                    |                                                                    |        |        |
|                                         |                                         |                                         |                                         |                                         |                                         |  |  |                                                                                          |                                                                                          |                                                                                          |                                                                                          |                                                                                          |                                                                                          |  |  |                         |                         |                         |                         |                                                       |                                                       |                                                       |                                                       |                                                       |                                                       |                                      |                                      |                                                        |                                                        |                                                        |                                                        |                                                        |                                                        |                              |                              |                              |                              |                          |                          |                          |                          |  |  |                                                            |                                                            |                                                            |                                                            |                                                            |                                                            |             |             |               |               |               |               |                 |                 |                 |                 |                 |                 |             |             |             |             |                                                                    |                                                                    |                                                                    |                                                                    |                                                                    |                                                                    |        |        |
|                                         |                                         |                                         |                                         |                                         |                                         |  |  |                                                                                          |                                                                                          |                                                                                          |                                                                                          |                                                                                          |                                                                                          |  |  |                         |                         |                         |                         |                                                       |                                                       |                                                       |                                                       |                                                       |                                                       |                                      |                                      |                                                        |                                                        |                                                        |                                                        |                                                        |                                                        |                              |                              |                              |                              |                          |                          |                          |                          |  |  |                                                            |                                                            |                                                            |                                                            |                                                            |                                                            |             |             |               |               |               |               |                 |                 |                 |                 |                 |                 |             |             |             |             |                                                                    |                                                                    |                                                                    |                                                                    |                                                                    |                                                                    |        |        |
| Pedro I, Imperador búlgaro 927–969      | Pedro I, Imperador búlgaro 927–969      | Pedro I, Imperador búlgaro 927–969      | Pedro I, Imperador búlgaro 927–969      | Pedro I, Imperador búlgaro 927–969      | Pedro I, Imperador búlgaro 927–969      |  |  | Maria-Irene Lecapena (morte ca. 966)                                                     | Maria-Irene Lecapena (morte ca. 966)                                                     | Maria-Irene Lecapena (morte ca. 966)                                                     | Maria-Irene Lecapena (morte ca. 966)                                                     | Maria-Irene Lecapena (morte ca. 966)                                                     | Maria-Irene Lecapena (morte ca. 966)                                                     |  |  | Romano Lecapeno         | Romano Lecapeno         | Romano Lecapeno         | Romano Lecapeno         | Romano Lecapeno                                       | Romano Lecapeno                                       |                                                       |                                                       | Miguel Lecapeno, magistro and reitor                  | Miguel Lecapeno, magistro and reitor                  | Miguel Lecapeno, magistro and reitor | Miguel Lecapeno, magistro and reitor | Miguel Lecapeno, magistro and reitor                   | Miguel Lecapeno, magistro and reitor                   |                                                        |                                                        | Romano Lecapeno, sebastóforo                           | Romano Lecapeno, sebastóforo                           | Romano Lecapeno, sebastóforo | Romano Lecapeno, sebastóforo | Romano Lecapeno, sebastóforo | Romano Lecapeno, sebastóforo |                          |                          |                          |                          |  |  | Romano Lecapeno, patrício e eparca                         | Romano Lecapeno, patrício e eparca                         | Romano Lecapeno, patrício e eparca                         | Romano Lecapeno, patrício e eparca                         | Romano Lecapeno, patrício e eparca                         | Romano Lecapeno, patrício e eparca                         |             |             |               |               |               |               |                 |                 |                 |                 |                 |                 |             |             |             |             |                                                                    |                                                                    |                                                                    |                                                                    |                                                                    |                                                                    |        |        |
| Pedro I, Imperador búlgaro 927–969      | Pedro I, Imperador búlgaro 927–969      | Pedro I, Imperador búlgaro 927–969      | Pedro I, Imperador búlgaro 927–969      | Pedro I, Imperador búlgaro 927–969      | Pedro I, Imperador búlgaro 927–969      |  |  | Maria-Irene Lecapena (morte ca. 966)                                                     | Maria-Irene Lecapena (morte ca. 966)                                                     | Maria-Irene Lecapena (morte ca. 966)                                                     | Maria-Irene Lecapena (morte ca. 966)                                                     | Maria-Irene Lecapena (morte ca. 966)                                                     | Maria-Irene Lecapena (morte ca. 966)                                                     |  |  | Romano Lecapeno         | Romano Lecapeno         | Romano Lecapeno         | Romano Lecapeno         | Romano Lecapeno                                       | Romano Lecapeno                                       |                                                       |                                                       | Miguel Lecapeno, magistro and reitor                  | Miguel Lecapeno, magistro and reitor                  | Miguel Lecapeno, magistro and reitor | Miguel Lecapeno, magistro and reitor | Miguel Lecapeno, magistro and reitor                   | Miguel Lecapeno, magistro and reitor                   |                                                        |                                                        | Romano Lecapeno, sebastóforo                           | Romano Lecapeno, sebastóforo                           | Romano Lecapeno, sebastóforo | Romano Lecapeno, sebastóforo | Romano Lecapeno, sebastóforo | Romano Lecapeno, sebastóforo |                          |                          |                          |                          |  |  | Romano Lecapeno, patrício e eparca                         | Romano Lecapeno, patrício e eparca                         | Romano Lecapeno, patrício e eparca                         | Romano Lecapeno, patrício e eparca                         | Romano Lecapeno, patrício e eparca                         | Romano Lecapeno, patrício e eparca                         |             |             |               |               |               |               |                 |                 |                 |                 |                 |                 |             |             |             |             |                                                                    |                                                                    |                                                                    |                                                                    |                                                                    |                                                                    |        |        |